# La Celle-sur-Loire
La Celle-sur-Loire ist eine französische Gemeinde mit 786 Einwohnern (Stand: 1. Januar 2022) im  Département Nièvre in der Region Bourgogne-Franche-Comté. Sie gehört zum Arrondissement Cosne-Cours-sur-Loire und zum Kanton Cosne-Cours-sur-Loire (bis 2015: Kanton Cosne-Cours-sur-Loire-Nord). Sie ist Mitglied des Gemeindeverbands Communauté de communes Cœur de Loire. Die Bewohner werden Cellois und Celloises genannt.

## Geographie
La Celle-sur-Loire liegt etwa 60 Kilometer südwestlich von Auxerre an der Loire, die auch die westliche Gemeindegrenze bildet. Umgeben wird La Celle-sur-Loire von den Nachbargemeinden Neuvy-sur-Loire im Norden und Nordwesten, Annay im Norden, Arquian im Nordosten, Saint-Vérain im Osten, Cosne-Cours-sur-Loire im Süden und Südosten, Myennes im Süden, Boulleret im Südwesten, Léré im Westen sowie Sury-près-Léré im Westen und Nordwesten. 
Durch die Gemeinde führen die Autoroute A77 und die frühere Route nationale 7 (heutige D907).

## Bevölkerungsentwicklung
| Jahr                       | 1962 | 1968 | 1975 | 1982 | 1990 | 1999 | 2006 | 2013 | 2020 |
| -------------------------- | ---- | ---- | ---- | ---- | ---- | ---- | ---- | ---- | ---- |
| Einwohner                  | 623  | 627  | 660  | 759  | 859  | 798  | 826  | 855  | 804  |
| Quellen: Cassini und INSEE |      |      |      |      |      |      |      |      |      |

## Sehenswürdigkeiten
- Kirche Saint-Hilaire aus dem 16./17. Jahrhundert
- Reste der Burg Les Barres

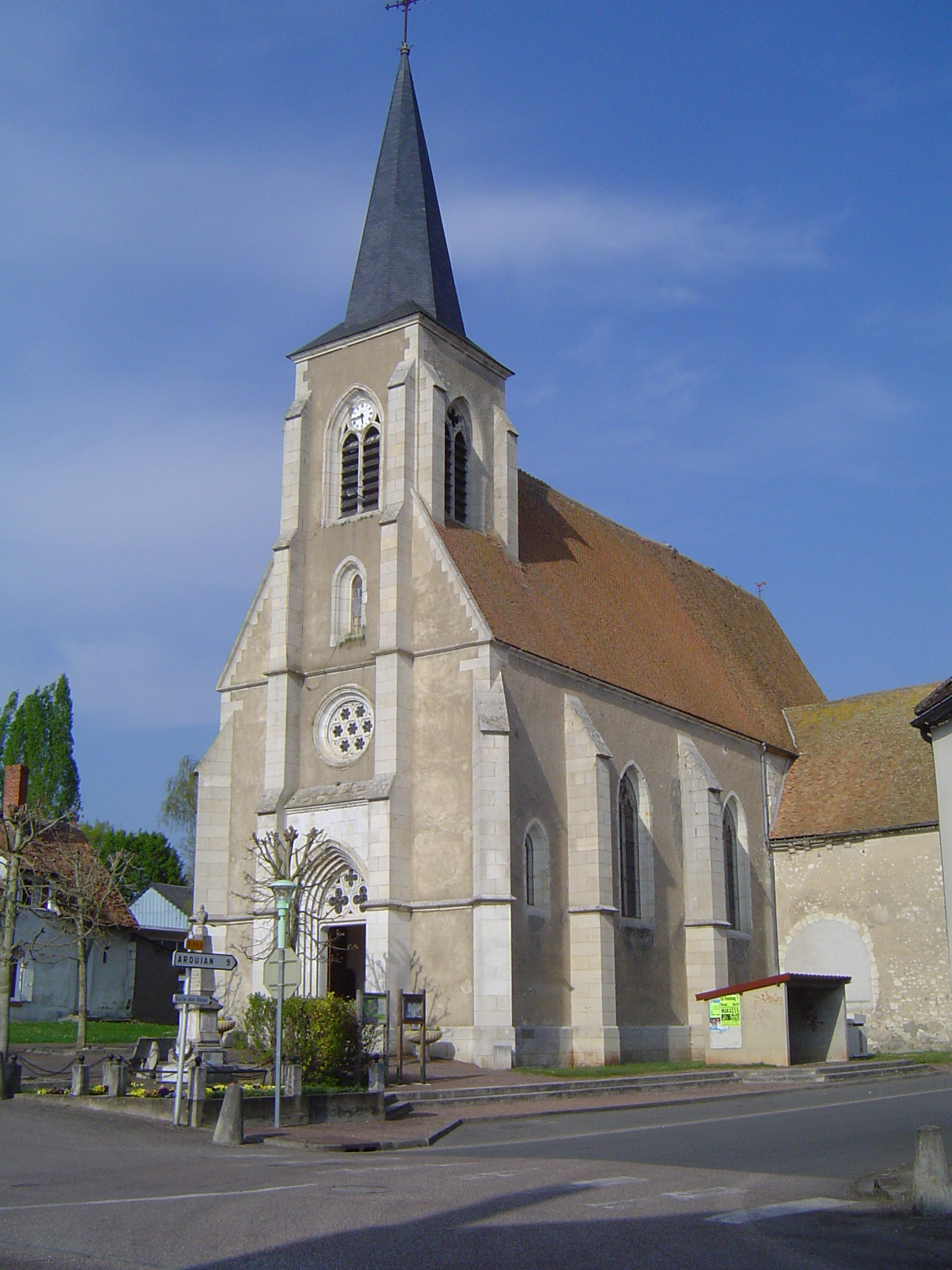
Kirche Saint-Hilaire
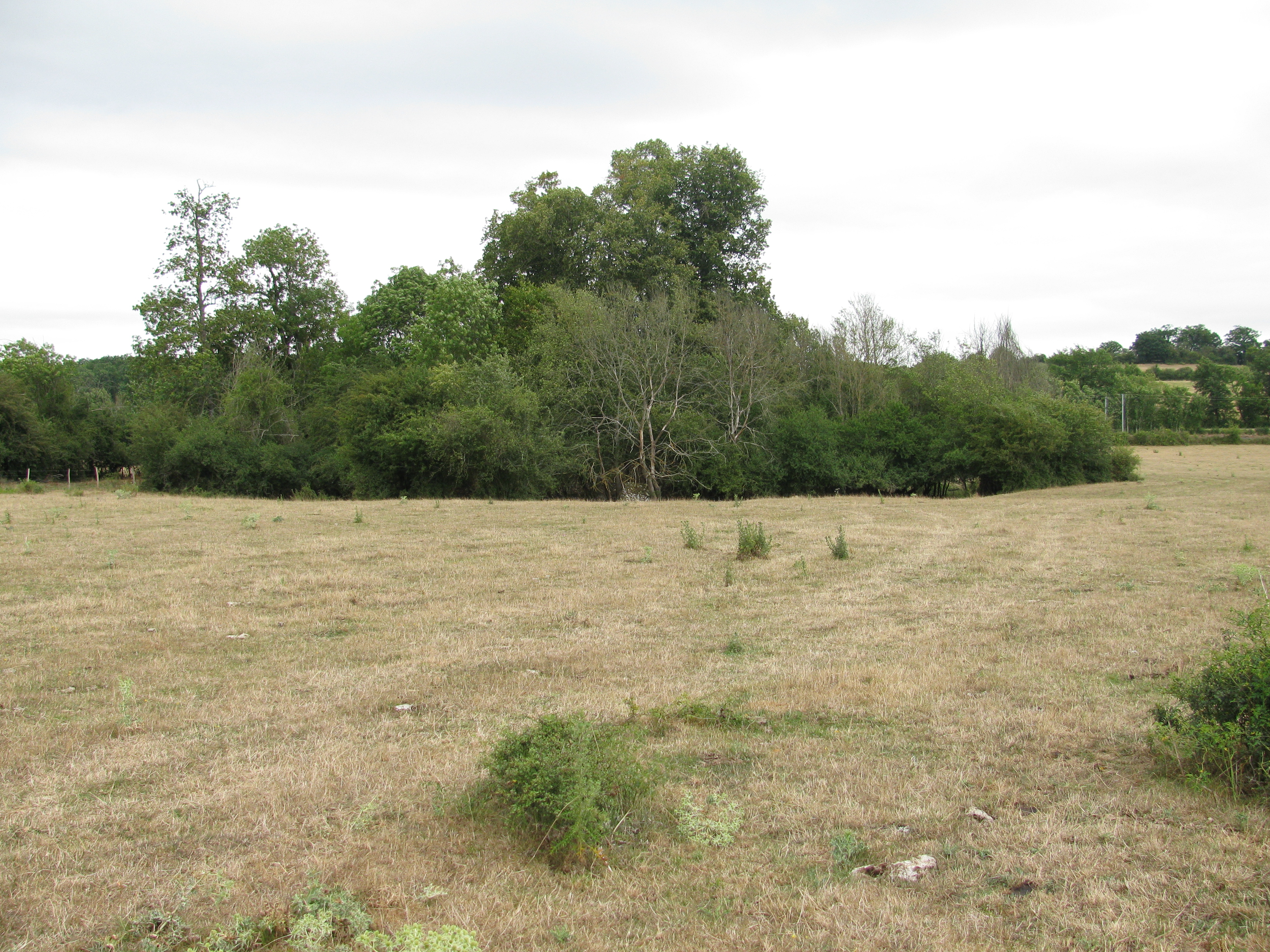
Reste der Burg Les Barres